# Каффарелли (певец)
Каффарелли (итал. Caffarelli, настоящее имя Гаэтано Майорано, итал. Gaetano Majorano; 12 апреля 1710, Битонто, Италия — 31 января 1783, Неаполь, Италия) — итальянский оперный певец-кастрат (высокий альт).
Псевдоним «Каффарелли» взял в честь своего покровителя Доменико Каффаро. На протяжении шести лет был учеником Порпоры. С детства отличался способностями и любовью к пению и, по некоторым данным, сам просил, чтобы его кастрировали. В десятилетнем возрасте получил доход от двух виноградников, принадлежавших его бабушке, что позволило ему получить средства для обучения грамматике и музыке.
В 1726 году впервые исполнил на оперной сцене женскую партию (как и многие кастраты того времени). В 1730-х годах он был уже достаточно известен в Италии, пел в Венеции, Турине, Милане и Флоренции. С 1730-х годов занимал должность в королевской часовне в Неаполе, на протяжении следующих двадцати лет часто выступал в театре Сан-Карло. Его выступления в Лондоне в 1738—1739 годах (в том числе на премьере оперы Генделя «Ксеркс», где он исполнил арию Ombra mai fu) на публику большого впечатления не произвели. 
Впоследствии выступал в Мадриде (1739), Вене (1749), Версале (1753) и Лиссабоне (1755). Помимо сотрудничества с Генделем, он пел ведущие партии на премьерах опер Дж. Б. Перголези («Адриан в Сирии»), И. А. Хассе, Н. Порпоры, Б. Галуппи, Л. Лео. 
Во Франции работал по личному приглашению короля Людовика XV, но его карьера там быстро закончилась: во время дуэли он тяжело ранил придворного поэта и оказался в опале. Благодаря своим выступлениям стал обладателем огромного состояния. С 1756 года выступал мало, хотя окончательно сцену не оставил. В последние годы жизни много занимался благотворительностью.
По воспоминаниям современников, его голос отличался замечательной красотой и выработкой колоратуры. Он также был известен своим взрывным и вспыльчивым характером.